# Maguette Ndiaye
Pour les articles homonymes, voir N'Diaye.
Maguette Ndiaye est un arbitre international sénégalais de football depuis 2011, et arbitre dans la Ligue sénégalaise de football.

## Carrière

### Tournois des équipes nationales
Il arbitre les tournois d'équipes nationales suivants :
- Championnat d'Afrique des Nations en 2018 au Maroc[2].
- Coupe du monde U-20 en 2019 en Pologne[3].

#### Tournois de club
Il arbitre les tournois internationaux de clubs suivants :
- Ligue des champions de la CAF,
- Coupe de la Confédération de la CAF.